# آزمایشگر (فیلم)
آزمایشگر: داستان استنلی میلگرم (به انگلیسی: Experimenter) فیلمی درام و زندگینامه‌ای محصول ۲۰۱۵ ایالات متحده آمریکا به کارگردانی مایکل آلمریدا است. داستان فیلم بر اساس آزمایش میلگرم در سال ۱۹۶۱ می‌باشد.
در این فیلم پیتر سارسگارد در نقش استنلی میلگرم و وینونا رایدر در نقش ساشا منکین میلگرم بازی می‌کنند.